# FS E.550
La locomotive électrique E.550 était une machine de traction à courant alternatif triphasé à basse fréquence des chemins de fer italiens FS-Ferrovie dello Stato, conçue dès le projet d'électrification des lignes italiennes lancé par Riccardo Bianchi en 1905, notamment la très importante ligne du Col des Giovi qui relie Gênes à la plaine du Pô.

## Histoire

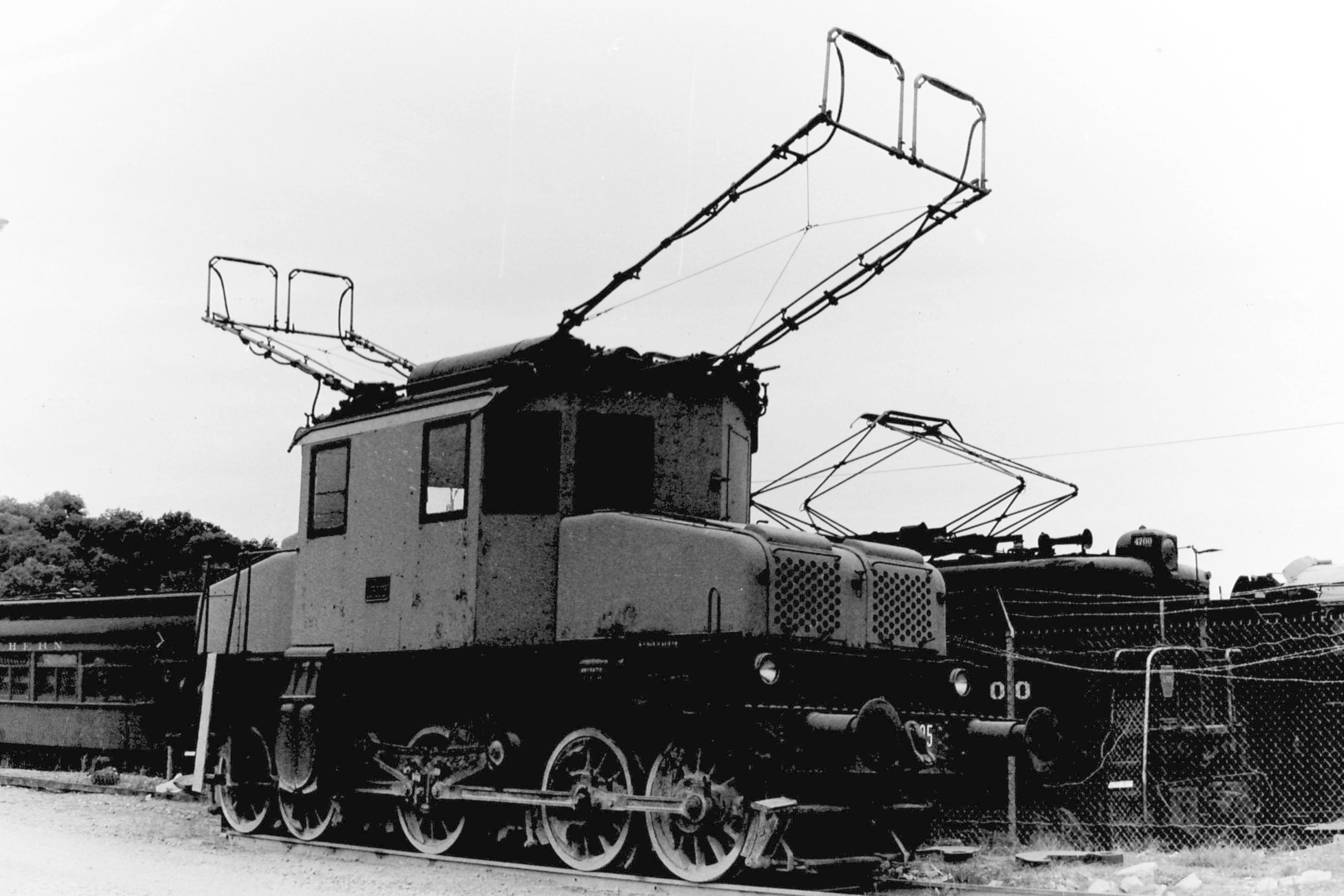
La E.550.025 au National Museum of Transport de St Louis.

Au vu des résultats obtenus sur les lignes équipées en triphasé de la Valtellina (liaison entre l'Italie et la Suisse) la nouvelle société des chemins de fer italiens FS-Ferrovie dello Stato dirigées par Riccardo Bianchi décidèrent de résoudre l'épineux problème de la ligne du col des Giovi dont le trafic croissait de façon importante entre le port de Gênes et les métropoles industrielles du nord. Les travaux d'électrification de la ligne, en courant alternatif triphasé 3,6 kV et 16,7 Hz, débutèrent en 1907 entre Pontedecimo et Busalla. La mise en service de la ligne électrifiée intervint en mars 1911 jusqu'à Busalla, à la fin de l'année jusqu'à Campasso, en novembre 1913 jusqu'à Sampierdarena et le 15 mai 1916 à la gare de Gênes Piazza Principe. Malgré l'utilisation des très puissantes locomotives à vapeur Groupe 470, la capacité de la ligne arrivait à saturation. La conception de l'électrification de la ligne fut confiée à un spécialiste, l'ingénieur le plus réputé de l'époque Kalman Kando, un pionnier de la traction électrique triphasée. Le résultat se concrétisa dans le projet qui sera surnommé le "Mulo dei Giovi" - mulet des Giovi. Le projet global, mis au point par les services internes des FS, fut ensuite confié à la "Società Italiana Westinghouse" de Vado Ligure. Le prototype soumis aux essais de convenance mit immédiatement en évidence sa supériorité. La nouvelle locomotive était capable de tracter un convoi de plus de 400 tonnes sur la ligne du Col avec une vitesse double des anciennes machines à vapeur, limitées à 50 km/h. Cela permit notamment d'augmenter la capacité de la ligne en rendant les zones voisines beaucoup plus agréables avec la suppression des fumées. Entre 1908 et 1921, ce sont plus de 186 exemplaires qui seront construits au cours de 4 séries différentes en 8 lots de fourniture.

## Caractéristiques techniques

### Partie mécanique
La locomotive E.550, dont seront dérivées ensuite beaucoup d'autres modèles comme les FS E.551, FS E.552 et FS E.554 avait une disposition à trois essieux avec empattement rigide et deux essieux aux extrémités montés sur un bogie de type italien pour mieux s'inscrire dans les courbes. Les roues étaient toutes identiques et de petit diamètre ce qui en faisait une locomotive adaptée aux faibles vitesses pour les convois lourds et voyageurs lents.
Les cinq essieux accouplés par une bielle transmettaient le couple fourni par les deux moteurs de traction.

### La partie électrique
La partie électrique comprenait deux moteurs de traction à courant alternatif triphasé qui permettait la liaison en cascade au démarrage et aux basses vitesses, en parallèle ensuite. 
L'alimentation en énergie était captée par deux trolleys montés sur le toit de la cabine. Le trolley adopté sur ce modèle était conçu et fabriqué par Tecnomasio.

## Modifications et curiosités

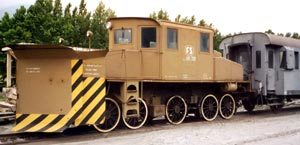
Wagon chasse-neige Vnx 806

En 1953, la locomotore FS E.550.023 fut modifiée par le dépôt de Bolzano pour une utilisation comme chasse-neige. Cet engin restera en service jusqu'en 1965 sur la ligne du Brenner. 
En 1955, les locomotives FS E.550.086 et FS E.550.115 ont été démotorisées et transformées en wagon chasse-neige Vnx 806 n° 201 et 202. Entre 1963 et 1966, 12 autres motrices dont la E.550.023 subirent le même sort (Vnx 806.210 à 806.222).